# Melchor de Navarra y Rocafull
Melchor de Navarra y Rocafull, duca de La Palata, principe di Massa (Aragona, 1626 – Portobello, 13 aprile 1691), è stato un amministratore coloniale spagnolo. Dal 20 novembre 1681 al 15 agosto 1689 fu viceré del Perù.

## Inizio della carriera
Navarra y Rocafull studiò presso le università di Oviedo e di Salamanca. Fu cavaliere dell'Ordine Militare di Alcántara. Fu anche consigliere della corona d'Aragona, membro del consiglio di Stato e di guerra a Napoli e presidente del consiglio d'Aragona. Fece parte della junta che consigliò re Carlo II di Spagna nel suo primo anno di regno. Nel 1681 fu nominato viceré e capitano generale del Perù, una colonia che si estendeva da Panama al Cile.

## Vicceré del Perù
Dopo la nomina salpò da Cadice il 28 gennaio 1681. Giunse a Lima il 20 novembre dello stesso anno assumendo l'incarico dall'arcivescovo Melchor Liñán y Cisneros.
Durante la sua amministrazione emanò u decreto per proteggere gli indiani dalle tasse ecclesiastiche (20 febbraio 1684). Condusse un censimento tra gli indiani, chiedendo di registrare la loro posizione. Riorganizzò anche l'università di San Marcos di Lima. Nel 1683 fece riaprire la zecca di Lima, chiusa dal 1572. La sua riapertura fu avversata dagli interessi minerari di Potosí e dalla zecca di Siviglia, che avrebbe voluto continuare a coniare monete con l'argento estratto in Perù.
Il corsaro inglese Edward David ed altri pirati apparvero al largo delle coste del Pacifico nel 1684, iniziando ostilità che durarono quattro anni e che obbligarono il viceré ad intraprendere costose misure difensive. Nel 1686 ordinò la costruzione di una cinta muraria attorno a Lima (e di un'altra a Trujillo) per difendersi dai pirati. Il progetto di queste mura fu seguito dal Cosmógrafo Real Juan Ramón Koening (Jean Raymond Coninck). Sempre nel 1686 le forze spagnole respinsero un attacco di Davis.

## Il terremoto del 1687
Il 20 ottobre 1687 un terremoto distrusse la città di Lima, uccidendo 600 persone in città ed altre 700 a Callao. Prima del terremoto Lima era caratterizzata da strade strette, case in mattoni ed adobe con balconi in legno e settanta chiese con torri campanarie. Il terremoto distrusse buona parte d questi edifici, comprese quasi tutte le chiese e le mura cittadine che erano ancora in costruzione. La produzione di grano fu interrotta. Il viceré e la moglie aiutarono le vittime del sisma, spendendo soldi propri. La città venne ricostruita, ma solo per essere distrutta di nuovo dal successivo terremoto del 1746.
Come per il terremoto del 1655, il murales del Cristo crocefisso su un muro di adobe del quartiere angolano di Lima riuscì a sopravvivere, aiutando a sostenere la fede che parlava di una sua origine miracolosa.

## Città murate
Si ricominciò a lavorare sulle mura di Lima, opera terminata nel 1687. Si trattava di una cinta lunga 11 700 metri e larga 5 metri. Era composta da 34 bastioni e da cinque porte che conducevano in città. L'altezza era di 4,5 metri, compresi 1,4 metri di parapetto. A quel tempo Lima era circondata da uno spesso muro di forma semicircolare che partiva da Monserrate, sulla riva sinistra del Rímac, e proseguiva verso sud. Dopo aver fatto una curva, il muro andava a nord raggiungendo il distretto di Maravillas, per poi tornare verso il fiume. La protezione del lato settentrionale era garantita dal volume del Rímac.
Il muro ovale che proteggeva Trujillo, anch'esso in adobe, fu costruito tra il 1685 ed il 1687. Trujillo fu la terza città murata delle Americhe, dopo Cartagena de Indias e Callao.
Il viceré Navarra proibì il consumo di Solanum muricatum, una pianta coltivata in Perù fin da prima dell'arrivo degli spagnoli. Era nota come pepino (cetriolo) dagli spagnoli, nonostante non lo fosse. Si credeva che questo vegetale portasse alla morte se consumato con del liquore. Il viceré lo definì mataserrano (assassino dei montanari).

## Termine dell'amministrazione
Il successore designato di Navarra, il conte di Canete, morì durante il viaggio da Acapulco a Paita. Al suo posto fu mandato Melchor Portocarrero. Quest'ultimo entrò a Lima il 15 agosto 1689. Navarra mandò in Spagna un resoconto dettagliato della sua amministrazione, datato 18 novembre 1689. Rimase a Lima fino al 1691, durante un riesame del suo operato. Salpò in seguito per la Spagna in modo da assumere la presidenza del Consiglio di Aragona, ma morì durante il viaggio.

## Discendenza
Melchor sposò Francesca Toraldo (1647-1724), figlia unica di Francesco.